# 펩시코
펩시코 주식회사(영어: PepsiCo, Inc.)는 뉴욕주 해리슨에 본사를 둔 미국의 다국적 식품, 스낵 및 음료 회사이다. 펩시코의 사업은 식품 및 음료 시장의 모든 측면을 포괄한다. 제품의 제조, 유통, 마케팅을 감독한다. 펩시코는 1965년 펩시콜라 컴퍼니(Pepsi-Cola Company, 1898년 설립)와 프리토레이(Frito-Lay, Inc.)의 합병으로 설립되었다. 펩시코는 이후 이름이 같은 제품인 펩시콜라에서 매우 다양한 식품 및 음료 브랜드로 사업을 확장했다. 가장 크고 가장 최근의 인수는 2020년에 17억 달러에 파이어니어 푸즈(Pioneer Foods)였으며, 그 이전에는 2001년에 퀘이커오츠컴퍼니(Quaker Oats Company)를 인수하여 1998년에 펩시 포트폴리오와 트로피카나 프로덕츠(Tropicana Products)에 게토레이(Gatorade) 브랜드를 추가했다.
2021년 1월 기준으로 이 회사는 연간 매출이 10억 달러 이상인 23개 브랜드를 보유하고 있다. 펩시코는 전 세계에 사업장을 두고 있으며 제품은 200개 이상의 국가에 유통되어 연간 순이익이 700억 달러가 넘는다. 펩시코는 순수익, 이익, 시가총액 기준으로 네슬레에 이어 세계에서 두 번째로 큰 식품 및 음료 기업이다. 펩시코의 주력 제품인 펩시콜라는 코카콜라와 여러 세대에 걸쳐 경쟁을 벌여 왔다. 이를 흔히 콜라 전쟁이라고 부른다. 미국에서는 코카콜라가 펩시콜라를 앞지르지만, 북미 시장에서는 펩시콜라가 순이익 기준으로 가장 큰 식음료 회사이다. 라몬 라과르타(Ramon Laguarta)는 2018년부터 펩시코의 CEO로 재직하고 있다. 회사의 음료 유통 및 병입은 펩시코뿐만 아니라 특정 지역의 허가받은 보틀러가 수행한다.
펩시는 팜유 관련 삼림 벌채 및 살충제 사용, 수자원 사용 및 포장의 부정적인 영향과 같은 공급망 및 유통 작업에서 농업이 환경에 미치는 부정적인 영향과의 관계 때문에 환경 운동가들로부터 반복적으로 비판을 받아 왔다. 펩시의 포장은 지속적으로 전 세계적으로 플라스틱 오염의 가장 큰 원인 중 하나였다. 마찬가지로 공중 보건 옹호자들은 다른 유명 스낵 및 음료 제조업체와 함께 펩시의 고칼로리, 영양 부족 제품 라인을 비판했다. 이에 대응하여 펩시코는 영향을 최소화하겠다는 약속에 대해 공개 의견을 제시했지만 대부분의 공개 약속에 대한 진행 상황을 문서화한 공개 정보는 공개하지 않았다.

## 개요
이 회사는 다양한 종류의 탄산 음료, 무탄산 음료, 곡물, 감자튀김 스낵 등의 음식료를 제조/판매한다. 펩시콜라를 비롯한 퀘이커 오츠(Quaker Oats Company), 게토레이, 프리토레이, 소비, 트로피카나 등의 브랜드를 가지고 있다. 이 회사는 경쟁사인 코카콜라 컴퍼니와는 많이 다른데, 임직원 수가 3배나 되고, 매출도 더 많다. 배급과 보틀링은 펩시 보틀링 그룹에서 맡고 있다.

## 역사
1898년에 뉴욕주 퍼체이스에 본사를 두고 설립하였다. 1965년 프리토레이와 합병하면서 이름을 펩시코로 바꾸었다. 1997년까지는 켄터키 프라이드 치킨, 피자헛, 타코벨 등의 패스트푸드 레스토랑을 소유하고 있었으나, 후에 얌! 브랜즈로 이름이 바뀐 트라이콘 글로벌 레스토랑으로 분사시켰다. 펩시코는 트로피카나를 1998년에, 퀘이커 오츠를 2001년에 각각 인수 인계하였으며 1972년 말 니시테쓰 라이온스 매수를 추진했으나
 이런저런 사정 때문에 불발됐다.

## 같이 보기
- 펩시
- 롯데칠성음료
- 한국펩시콜라